# Christian Dánský
Princ Christian Dánský, hrabě z Monpezat (Christian Valdemar Henri John; * 15. října 2005 Kodaň) je člen dánské královské rodiny a korunní princ. Je nejstarším dítětem krále Frederika X. a královny Mary. Narodil se za vlády své babičky z otcovy strany, královny Markéty II. Dánským korunním princem se stal po abdikaci své babičky dne 14. ledna 2024.

## Narození
Princ Christian se narodil v sobotu 15. října 2005 v 1:57 v kodaňské nemocnici Rigshospitalet. Po svém narození vážil 3,5 kg a měřil 51 cm. V poledne, v den jeho narození, bylo v Kodani na Holmenu a na zámku Kronborg vystřeleno 21 dělostřeleckých salv, které oslavovaly narození následníka trůnu. Ve stejné době veřejné autobusy a úřední budovy vyvěsily dánskou vlajku. Při západu slunce v ten samý den se po celém Dánsku zapálily ohně, zatímco plavidla námořní pobřežní stráže rozsvítila reflektory a nasměrovala je do hlavního města. Zapáleny byly také ohně v Austrálii.
Christian byl krátce hospitalizován 21. října 2005, protože trpěl novorozeneckou žloutenkou, obvykle neškodnou a poměrně častou nemocí (zejména u předčasných porodů). První fotografie tehdy šestidenního chlapce ukazovaly žlutý nádech na jeho tvářích a rukou. Princ byl vyšetřen lékaři a podstoupil krevní testy, poté strávil nějaký čas ve světelném boxu pod speciálními barevnými světelnými paprsky, aby jeho tělo rozložilo látku bilirubin způsobující žloutenku. Téhož dne ho rodiče vzali znovu domů a on se úplně uzdravil.
Princ Christian byl pokřtěn 21. ledna 2006 v kapli Christiansborského paláce biskupem Erikem Normanem Swendsenem. Mezi jeho kmotry patří jeho strýc z otcovy strany, princ Joachim Dánský; jeho teta matčiny strany, Jane Stephensová; bratranec jeho otce, řecký korunní princ; norský korunní princ a korunní princezna; švédská korunní princezna a dva přátelé jeho rodičů, Jeppe Handwerk a Hamish Campbell. Byl pojmenován Christian Valdemar Henri John a jeho rodiče tak pokračovali v dánské královské tradici, kdy je budoucí král pojmenován Kristián nebo Frederik. Při příležitosti svého křtu obdržel řadu dárků, včetně poníka jménem Flikflak od dánského národního parlamentu Folketing.
Dne 11. září 2006 Per Stig Møller, dánský ministr zahraničních věcí, formálně napsal a podepsal ručně psaný dokument potvrzující místo prince Christiana v řadě následnictví. Celé jméno prince, jeho data narození a křtu a jména jeho kmotrů byla zaznamenána podle královského zákona z roku 1799.

## Mládí a vzdělání

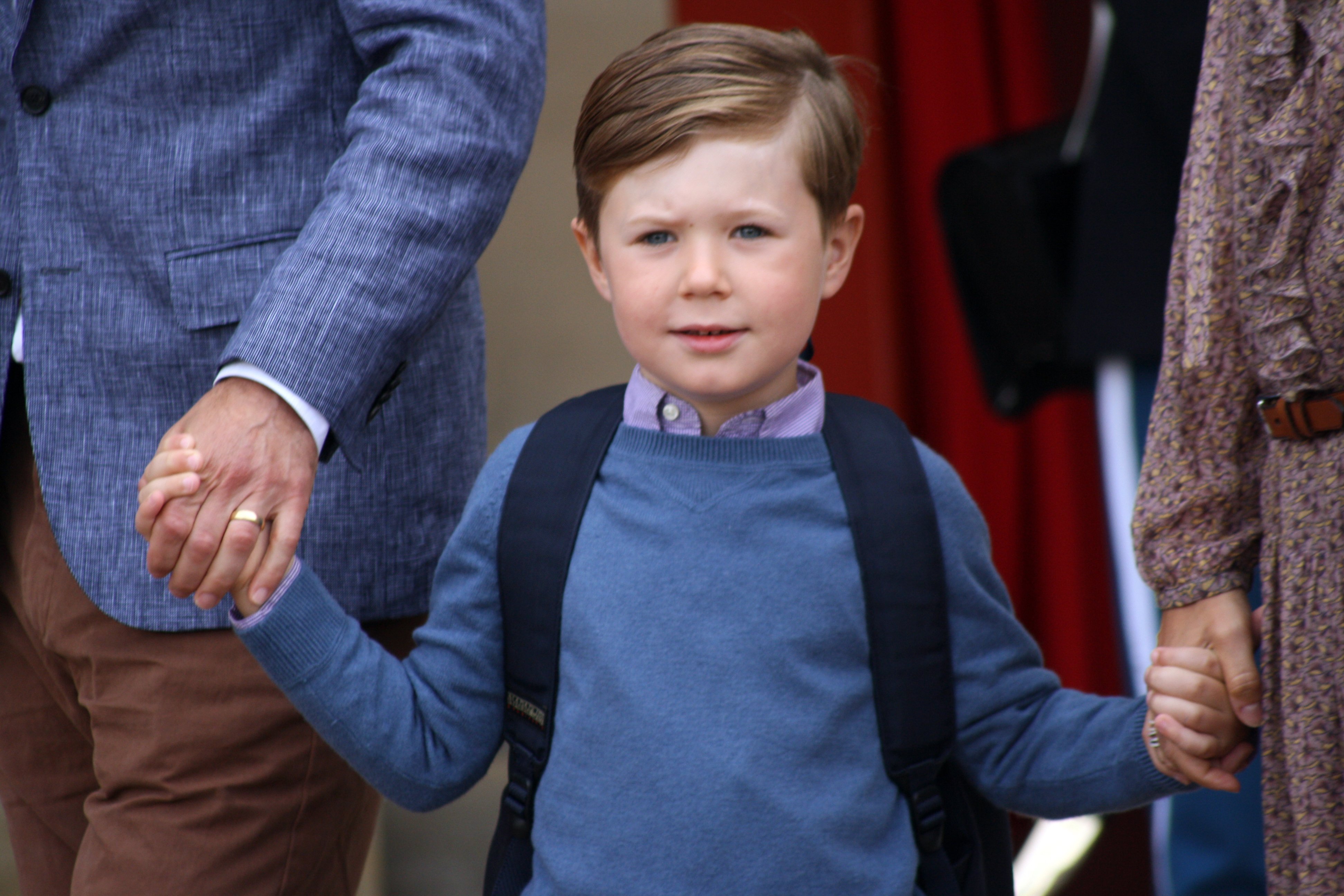
Princ Christian v doprovodu rodičů o svém prvním školním dni v srpnu 2011

Dne 27. března 2007 začal malý princ navštěvovat mateřskou školu u Královny Louise, která se nachází 35 km od Kodaně, kde celá rodina žila ve Fredensborském paláci. Christian byl prvním členem dánské královské rodiny, který navštěvoval mateřskou školu. Ve stejném věku měl jeho otec v paláci chůvu. Je také prvním členem královské rodiny, který navštěvoval veřejnou státní školu Tranegårdskolen v Hellerupu. Dánský dvůr v říjnu 2019 oznámil, že Christian a jeho tři mladší sourozenci absolvují počátkem roku 2020 12týdenní pobyt na mezinárodní škole Lemania-Verbier ve švýcarském Verbieru. Pobyt byl zkrácen a sourozenci se v březnu vrátili domů kvůli zhoršení pandemie covidu-19 v Dánsku. V dubnu 2021 bylo oznámeno, že v srpnu 2021 zahájí své středoškolské vzdělání na dánské internátní škole Herlufsholm. V červnu 2022, krátce po dokončení prvního ročníku vyššího sekundárního vzdělávání, bylo oznámeno, že Christian již nebude tuto školu navštěvovat poté, co se objevil dokument opakovaně obviňující tuto instituci ze šikany, násilí a sexuálního zneužívání. Přešel na veřejné gymnázium, Ordrup Gymnasium.
Christian se v roce 2008 zúčastnil otevření nového sloního pavilonu v kodaňské zoo se svým dědečkem, princem Henrikem. Christian byl tím, kdo otevřel dům slonů stisknutím tlačítka na interaktivní konzoli. Sloni byli darem od thajského krále a královny dánské královně a princi při jejich poslední návštěvě Thajska. Pavilon slonů navrhl Norman Foster and Partners. V roce 2010 on a jeho dědeček odhalili ve Vlastivědném muzeu na zámku Frederiksborg portrét prince Ulricha a v roce 2012, rovněž ve Vlastivědném muzeu, spolu s královnou Markétou II. odhalili jeho vůbec první portrét (s jeho otcem a babičkou). Christian doprovázel své rodiče na většině jejich vystoupení během oficiální rodinné návštěvy Grónska ve dnech 1.–⁠8. srpna 2014. Stejně tak doprovázel své rodiče během oficiální návštěvy na Faerských ostrovech ve dnech 23.–26. srpna 2018.
Christian byl biřmován 15. května 2021 v královské kapli paláce Fredensborg. V doprovodu svého otce si 5. července 2022 připomněl oběti střelby v kodaňském obchodním domě v roce 2022. Princ Christian je kmotrem svého bratrance z druhého kolena, prince Gustava Albrechta, syna Gustava, 7. knížete ze Sayn-Wittgenstein-Berleburg.
K jeho 18. narozeninám, které znamenaly začátek jeho královských povinností, uspořádala Markéta II. banket v paláci Christiansborg. Zúčastnili se ho členové dánské královské rodiny, včetně Christianových rodičů, sourozenců, bratranců, sestřenice a princezny Benedikty, a 200 členů dánské veřejnosti, kteří se vyznamenali ve sportu, umění a kultuře. Markéta II. navíc pozvala jedenáct členů zahraničních královských rodin – královnu Annu-Marii Řeckou, řeckého korunního prince a korunní princeznu, norského korunního prince a korunní princeznu, princeznu Ingrid Alexandru Norskou, švédskou korunní princeznu, vévodu z Västergötlandu, vévodkyni z Östergötlandu, oranžskou kněžnu a brabantskou vévodkyni. V noci byla zachycena fotografie, na které se objevili budoucí panovníci Belgie, Dánska, Nizozemska, Norska a Švédska. Oficiální účet dánské královské rodiny na Instagramu zveřejnil následující den fotografii jediné třpytivé boty, která zůstala v paláci s popiskem: „Zapomněla si tu včera v noci botu Popelka?“

## Dánský korunní princ
Christian je první v linii následnictví dánského trůnu a nejstarší dítě krále Frederika X. Od 16. století se prvorození synové dánských panovníků tradičně střídavě jmenovali Frederik a Kristián.
Christianova babička, královna Markéta II., oznámila svou abdikaci v živém televizním vysílání ve svém silvestrovském projevu dne 31. prosince 2023. Dne 14. ledna 2024 se princ Christian, královna a korunní princ Frederik zúčastnili zasedání Státní rady. V okamžiku, kdy královna podepsala prohlášení o své abdikaci, nastoupil korunní princ Frederik na dánský trůn jako král Frederik X. Christian, který se stal následníkem trůnu, je označován jako „JkV korunní princ Christian“.

## Tituly, oslovení a vyznamenání

Královský monogram

### Tituly a oslovení
- 15. října 2005 – 29. dubna 2008: Jeho královská Výsost princ Christian Dánský
- 29. dubna 2008 – 14. ledna 2024: Jeho královská Výsost princ Christian Dánský, hrabě z Monpezat
- 14. ledna 2024 – dosud: Jeho královská Výsost korunní princ dánský, hrabě z Monpezat

Jeho oficiální titul v dánštině je Christian Valdemar Henri John, Hans Kongelige Højhed Kronprinsen, Prins til Danmark, greve af Monpezat (Christian Valdemar Henri John, princ dánský, korunní princ, hrabě z Monpezat). Od narození je dánským princem a hrabětem z Monpezat od 29. dubna 2008, kdy královna Markéta II. udělila tento titul svým potomkům v mužské linii.

### Vyznamenání
V roce 2006 společnost Scandinavian Airlines System nakupovala nová letadla A319; a na Christianovu počest bylo první z nich, dodané dne 8. srpna 2006, pojmenováno Christian Valdemar Viking.

#### Národní vyznamenání
- Dánsko: Příjemce medaile k 75. narozeninám prince Henrika[29]
- Dánsko: Příjemce medaile k 70. narozeninám královny Markéty II.
- Dánsko: Příjemce rubínové jubilejní medaile královny Markéty II.
- Dánsko: Příjemce medaile k 75. narozeninám královny Markéty II.
- Dánsko: Příjemce zlaté výroční medaile královny Markéty II. a prince Henrika[30]
- Dánsko: Příjemce pamětní medaile prince Henrika[31]

## Vývod z předků
|                  |                                 |  |                     |                                    |  |  |  |  |  |  |  | Henri de Laborde de Monpezat |
|                  |                                 |  |                     |                                    |  |  |  |  |  |  |  |                              |
|                  | André de Laborde de Monpezat    |  |                     |                                    |  |  |  |  |  |  |  |                              |
|                  |                                 |  |                     |                                    |  |  |  |  |  |  |  |                              |
|                  |                                 |  |                     | Henriette Hallberg                 |  |  |  |  |  |  |  |                              |
|                  |                                 |  |                     |                                    |  |  |  |  |  |  |  |                              |
|                  | Henrik Dánský                   |  |                     |                                    |  |  |  |  |  |  |  |                              |
|                  |                                 |  |                     |                                    |  |  |  |  |  |  |  |                              |
|                  |                                 |  |                     | Pierre Maurice Daniel Doursenot    |  |  |  |  |  |  |  |                              |
|                  |                                 |  |                     |                                    |  |  |  |  |  |  |  |                              |
|                  | Renée-Yvonne Doursennot         |  |                     |                                    |  |  |  |  |  |  |  |                              |
|                  |                                 |  |                     |                                    |  |  |  |  |  |  |  |                              |
|                  |                                 |  |                     | Marguerite Gay                     |  |  |  |  |  |  |  |                              |
|                  |                                 |  |                     |                                    |  |  |  |  |  |  |  |                              |
|                  | Frederik X. Dánský              |  |                     |                                    |  |  |  |  |  |  |  |                              |
|                  |                                 |  |                     |                                    |  |  |  |  |  |  |  |                              |
|                  |                                 |  |                     | Kristián X. Dánský                 |  |  |  |  |  |  |  |                              |
|                  |                                 |  |                     |                                    |  |  |  |  |  |  |  |                              |
|                  | Frederik IX. Dánský             |  |                     |                                    |  |  |  |  |  |  |  |                              |
|                  |                                 |  |                     |                                    |  |  |  |  |  |  |  |                              |
|                  |                                 |  |                     | Alexandrina Meklenbursko-Zvěřínská |  |  |  |  |  |  |  |                              |
|                  |                                 |  |                     |                                    |  |  |  |  |  |  |  |                              |
|                  | Markéta II. Dánská              |  |                     |                                    |  |  |  |  |  |  |  |                              |
|                  |                                 |  |                     |                                    |  |  |  |  |  |  |  |                              |
|                  |                                 |  |                     | Gustav VI. Adolf Švédský           |  |  |  |  |  |  |  |                              |
|                  |                                 |  |                     |                                    |  |  |  |  |  |  |  |                              |
|                  | Ingrid Švédská                  |  |                     |                                    |  |  |  |  |  |  |  |                              |
|                  |                                 |  |                     |                                    |  |  |  |  |  |  |  |                              |
|                  |                                 |  |                     | Markéta z Connaughtu               |  |  |  |  |  |  |  |                              |
|                  |                                 |  |                     |                                    |  |  |  |  |  |  |  |                              |
| Christian Dánský |                                 |  |                     |                                    |  |  |  |  |  |  |  |                              |
|                  |                                 |  |                     |                                    |  |  |  |  |  |  |  |                              |
|                  |                                 |  | Alexander Donaldson |                                    |  |  |  |  |  |  |  |                              |
|                  |                                 |  |                     |                                    |  |  |  |  |  |  |  |                              |
|                  | Peter Donaldson                 |  |                     |                                    |  |  |  |  |  |  |  |                              |
|                  |                                 |  |                     |                                    |  |  |  |  |  |  |  |                              |
|                  |                                 |  |                     | Jean Stevensonová                  |  |  |  |  |  |  |  |                              |
|                  |                                 |  |                     |                                    |  |  |  |  |  |  |  |                              |
|                  | John Dalgleish Donaldson        |  |                     |                                    |  |  |  |  |  |  |  |                              |
|                  |                                 |  |                     |                                    |  |  |  |  |  |  |  |                              |
|                  |                                 |  |                     | John Dalgleish                     |  |  |  |  |  |  |  |                              |
|                  |                                 |  |                     |                                    |  |  |  |  |  |  |  |                              |
|                  | Mary Dalgleishová               |  |                     |                                    |  |  |  |  |  |  |  |                              |
|                  |                                 |  |                     |                                    |  |  |  |  |  |  |  |                              |
|                  |                                 |  |                     | Barbara McDonaldová Paisleyová     |  |  |  |  |  |  |  |                              |
|                  |                                 |  |                     |                                    |  |  |  |  |  |  |  |                              |
|                  | Mary Dánská                     |  |                     |                                    |  |  |  |  |  |  |  |                              |
|                  |                                 |  |                     |                                    |  |  |  |  |  |  |  |                              |
|                  |                                 |  |                     | John Thomas Tait Horne             |  |  |  |  |  |  |  |                              |
|                  |                                 |  |                     |                                    |  |  |  |  |  |  |  |                              |
|                  | Archibald Horne                 |  |                     |                                    |  |  |  |  |  |  |  |                              |
|                  |                                 |  |                     |                                    |  |  |  |  |  |  |  |                              |
|                  |                                 |  |                     | Henrietta Clarková                 |  |  |  |  |  |  |  |                              |
|                  |                                 |  |                     |                                    |  |  |  |  |  |  |  |                              |
|                  | Henrietta Clarková Donaldsonová |  |                     |                                    |  |  |  |  |  |  |  |                              |
|                  |                                 |  |                     |                                    |  |  |  |  |  |  |  |                              |
|                  |                                 |  |                     | William Melrose                    |  |  |  |  |  |  |  |                              |
|                  |                                 |  |                     |                                    |  |  |  |  |  |  |  |                              |
|                  | Elizabeth Gibson Melrosová      |  |                     |                                    |  |  |  |  |  |  |  |                              |
|                  |                                 |  |                     |                                    |  |  |  |  |  |  |  |                              |
|                  |                                 |  |                     | Catherine Smithová                 |  |  |  |  |  |  |  |                              |
|                  |                                 |  |                     |                                    |  |  |  |  |  |  |  |                              |